# Fedoriwka (Poltawa, Lanna)
Fedoriwka (ukrainisch Федорівка; russisch Фёдоровка Fjodorowka) ist ein Dorf im Osten der ukrainischen Oblast Poltawa mit etwa 1500 Einwohnern (2024).
Das in der Mitte des 17. Jahrhunderts gegründete Dorf liegt auf einer Höhe von 86 m an der Mündung der 32 km langen Lanna (Ланна) in den Ortschyk, einem 108 km langen, rechten Nebenfluss des Oril, 11 km südlich vom ehemaligen Rajonzentrum Karliwka und 55 km südöstlich vom Oblastzentrum Poltawa. Bei Fedoriwka befindet sich die Bahnstation Ortschyk an der Bahnstrecke Poltawa–Rostow.
Die 1828 im Dorf erbaute und heute verfallene Kirche zu Ehren der Verkündigung der Jungfrau Maria ist seit 1979 ein ukrainisches Architekturdenkmal von nationaler Bedeutung.

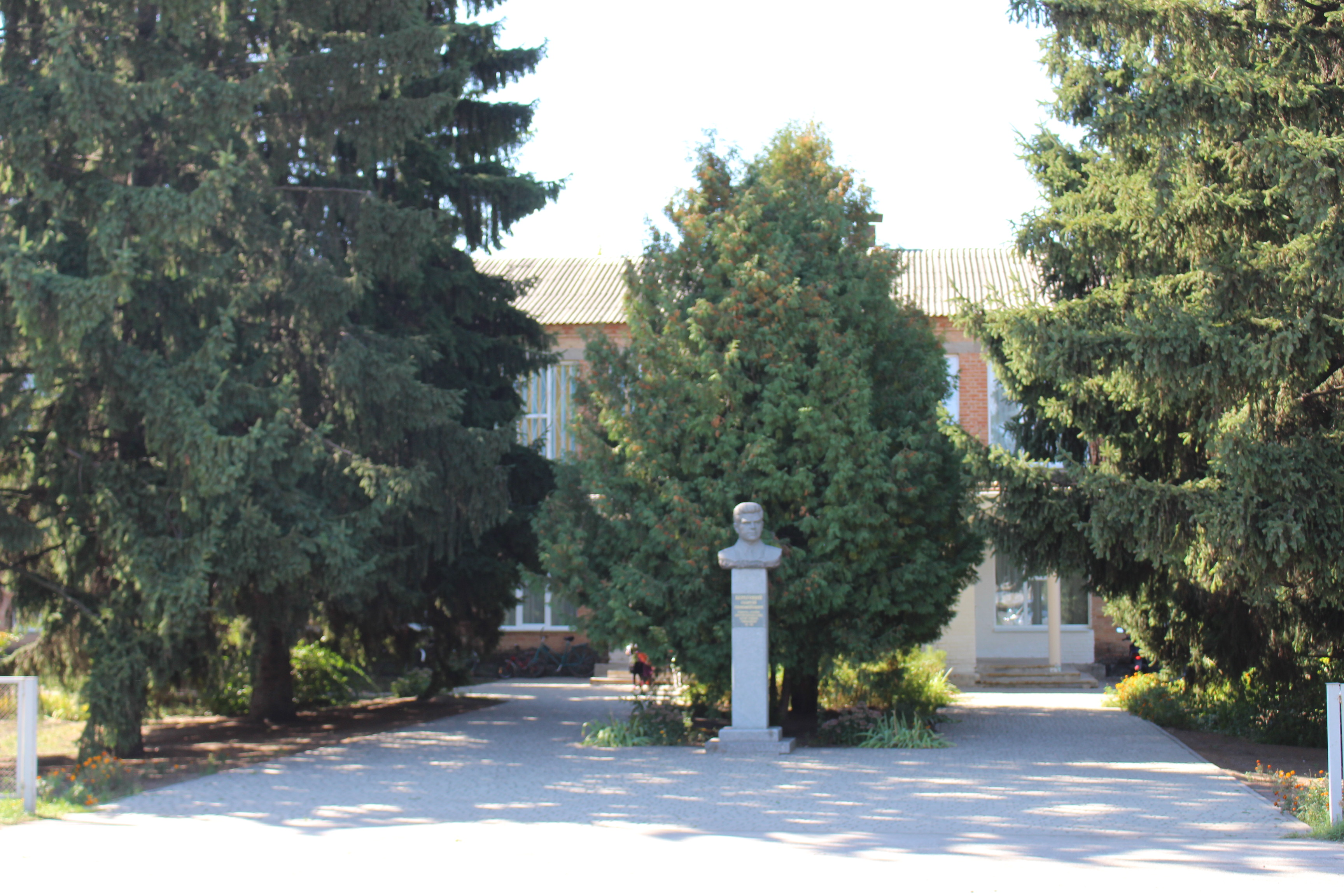
Büste von Georgi Beregowoi in Fedoriwka

Am 12. Juni 2020 wurde das Dorf ein Teil der Landgemeinde Lanna, bis dahin bildete es die gleichnamige Landratsgemeinde Fedoriwka (Федорівська сільська рада/Fedoriwska silska rada) im Süden des Rajons Karliwka.
Am 17. Juli 2020 kam es im Zuge einer großen Rajonsreform zum Anschluss des Rajonsgebietes an den Rajon Poltawa.

## Söhne und Töchter der Ortschaft
- Georgi Timofejewitsch Beregowoi (1921–1995), sowjetischer Kosmonaut